# Brønderslev 1936
|  | Denne artikel er oprettet af botten Steenthbot ud fra en ekstern database. Den kan derfor have sproglige fejl eller mangler. Denne skabelon kan fjernes efter kontrol af indholdet. |

Brønderslev 1936 er en dansk dokumentarisk optagelse fra 1936.

## Handling
Optagelser fra Brønderslev. Først et vue ud over byens huse fra kirketårnet. Storkerede. Byrådsmøde på Rådhuset, borgmesterkontoret og medarbejderne i de forskellige kommunale kontorer. Brønderslev i sne med hestetrukne kaner og sparkstøttinger i gaderne. Hotel Brønderslev: travlhed i køkkenet, receptionisterne ved telefonen, herremiddag og dansefest i restauranten. Kommuneskolen: frikvarter i skolegården, undervisning i klasselokalerne og pigernes håndarbejdstime, hvor strikning er på skemaet. Brønderslev Friluftsbad: gymnastikopvisning, udspring fra tårnet, svømmekonkurrencer og vandlege. Carstensens Klædefabrik - dampfarveri og uldspinderi: fra uld til garn og klæde. Jysk Jernstøberi & Maskinfabrik / Brønderslev Klokkestøberi. Mandrup Poulsen Boghandel & Bogtrykkeri. Andelsslagteriet. Elektricitetsværket. Toget ankommer til Brønderslev station. Brønderslev Dampvaskeri. Markedsdag med hestefremvisning og tivoliboder. Tolstrup Brugsforening. Et besøg hos Karnøe - tekstil, lingeri og dametøj. Den gamle kirke. Sygehuset. Andelsmejeriet - med laboratoriet og Iskrem Fabrikken. Bestyrelsen holder møde. En dag på Brønderslev Børnehjem. Konditori "Maskot". Grisehandel. Kommuneskolen. Fodboldkamp.